# Drepanopalpia lunifera
Drepanopalpia lunifera (лат.) — вид чешуекрылых из подсемейства совок-пядениц. Единственный представитель рода Drepanopalpia. 

## Описание
Небольшие и среднего размера тёмноокрашенные бабочки с длиной крыльев 15-20 мм. Нижнегубные щупики у самцов очень длинные, перекинуты через голову и достигают заднего края груди, покрыты длинными чешуйками. Особенности биологии неизвестны.

## Распространение
Встречаются на Кубе, Пуэрто-Рико и Британских Виргинских Островах.